# 罗策尔贝格
罗策尔贝格是德国莱茵兰-普法尔茨州的一个市镇。总面积8.74平方公里，总人口677人，其中男性334人，女性343人（2011年12月31日），人口密度77人/平方公里。